# Дагон (фільм)
«Дагон» (англ. Dagon) — іспанський фільм жахів, екранізація творів Говарда Лавкрафта — «Дагон» і «Тінь над Іннсмутом».

## Сюжет
Пол Марш і Барбара подорожують з друзями Говардом і Вікі на яхті біля берегів Іспанії. Полові сниться як він пірнає під воду, де бачить таємничі скульптури. Барбара намагається відволікти його від думок про роботу і сни. Раптово починається шторм, яхту викидає на скелі. Поблизу виявляється містечко Імбока, куди Пол із Барбарою вирушають за допомогою на рятувальному човні.
Човен на шляху до берега ледве не тоне, а розбиту яхту оточують невідомі істоти. Пол і Барбара бачать, що селище безлюдне, а замість церкви там стоїть будівля Таємного ордена Дагона. Всередині вони зустрічають священика, котрий радить одному з них попливти з рибалкою до яхти. Пол вирушає за допомогою, а Барбара розшукує телефон і її схоплюють дивні місцеві жителі.
Прибувши до яхти, Марш не знаходить там Говарда з Вікі. Коли він повертається, священик каже, що Барбара поїхала до сусіднього міста за поліцією. Пол зупиняється на ночівлю в похмурому готелі. Вночі до номера намагаються вдертися місцеві жителі. Марш тікає з готелю і знаходить на ринку вичинену людську шкіру, яку імбокани носять на собі. Влаштувавши пожежу, він уникає переслідування та погрозами змушує тамтешнього п'яницю Єзикіїля розповісти що відбувається в Імбоці. Той розповідає, що Барбару і Вікі вбито задля їхньої шкіри. Колись в Імбока жили звичайні люди, та капітан Камбарро підмовив їх поклонятися морському божеству Дагону, що дасть містечку процвітання. Капітан навчив молитов і ритуалів, за які імбокани стали виловлювати багато риби і коштовностей. Люди відвернулися від шанування християнського Бога, що не відгукувався на їх прохання. Та з часом Дагон зажадав жертв і всіх, хто не поклонявся Дагону, було вбито. Імбокани стали змінюватися, перетворюватися на рибоподібних потвор, щоб піти в море.
Єзикіїль допомагає Маршу, відволікши культистів, поки той викрадає авто місцевого лідера Ксавьєра, проте випадково викриває себе. Пол знаходить дівчину Уксію, котра не видає його своєму батькові Ксавьєру. Уксія намагається звабити Пола, але той тікає, побачивши, що в неї замість ніг щупальця. На Марша нападає культист, якого він вбиває, та на шум збігаються інші потвори. Пола ловлять тенетами та приголомшують ударом по голові.
Марш отямлюється поряд із живою Барбарою та Вікі. Єзикіїль каже, що Дагон зґвалтував Вікі. Їх усіх збираються принести в жертву, Вікі заколюється ножем. Пол безуспішно переконує священика відпустити їх. З Єзикіїля заживо здирають шкіру, але Уксія запевняє Марша, що він житиме, щоб вирушити з Уксією в море і там вічно жити в радощах із Дагоном. Скориставшись нагодою, Марш звільняється і вбиває священика й кількох культистів. Настає ранок, потвори ховаються.
Пол вирушає на пошуки Барбари та спускається в підземелля під будівлею Ордена Дагона. Тим часом Уксія і культисти готуються принести Барбару в жертву Дагону замість Вікі, щоб вона народила від божества дитину. Пол вривається на церемонію, обливає культистів бензином і підпалює. Він піднімає Барбару з води, та її затягує назад Дагон. Натовп розлючених культистів схоплює Марша. Уксія розповідає, що Пол насправді — її брат Пабло, забраний з містечка в дитинстві. Тому його доля — одружитися з власною сестрою, щоб жити з Дагоном. Марш обливає себе бензином і вчиняє самоспалення. Уксія кидає його у воду, де Пол виявляє, що може там дихати. Він кориться долі, вдвох вони пливуть до безодні на дні моря в царство Дагона.

## У ролях
- Езра Годден — Пол Марш
- Франсіско Рабаль — Єзекіїль
- Ракель Мероньо — Барбара
- Макарена Гомес — Уксія Каїбарро
- Брендан Прайс — Говард
- Біргіт Бофарулл — Вікі
- Уксія Бланко — мати Єзекіїля
- Ферран Лаоз — священик
- Хоан Мінгуелл — Ксавьє Каїбарро
- Альфредо Вілья — капітан Орфея Каїбарро
- Хосе Ліфанте — реєстратор готелю
- Хавьер Сандовал — батько Єзекіїля
- Віктор Баррейра — молодий Єзекіїль
- Фернандо Джил — Католицький священик
- Хорхе Луіс Перез — хлопчик
- Ігнасіо Карренйо — Чинбар 1
- Діего Ерберг — шофер
- Оскар Гарсія — імбоканин 1
- Хосе Мануель Торрес — імбоканин 2
- Лідія Гонзалез — імбоканин 3
- Лідія Боссе — імбоканин 4
- Джоан Манель Вадель — імбоканин 5 & Чинбар 2

## Відсилання до творів Лавкрафта
- Назва селища Імбока (Imboca) може тлумачитися як «У пащі» (Im boca), так само як і Інсмаут (Insmouth,  In [s] mouth), що згадується в творі Лавкрафта «Тінь над Інсмаутом».
- Культисти під час жертвопринесення Барбари Дагону співають «Я! Я! Ктулху фтаґн!» — молитву ще одному божеству на ім'я Ктулху.
- На футболці Пола написано «Міскатонік» — назву вигаданого університету, відомого дослідженнями окультизму, розташованого в місті Аркгем з творів Лавкрафта[4].